# Fryderyk za teledysk roku
Fryderyk za teledysk roku – polska nagroda muzyczna Fryderyk, przyznawana corocznie w latach 1995–2002, 2004–2012 i od 2015 w sekcji muzyki rozrywkowej w kategorii teledysk roku, honorująca teledysk. Fryderyki są przyznawane od 1995 przez Związek Producentów Audio-Video (ZPAV) za osiągnięcia w rodzimym przemyśle muzycznym. Od 2000 za wyłanianie nominowanych, a następnie laureatów odpowiedzialna jest powołana przez ZPAV Akademia Fonograficzna.
W dwóch pierwszych edycjach, 1994 i 1995, w kategorii nominowani byli tylko wykonawcy. W trzeciej, 1996, nominację wyjątkowo otrzymali twórcy i reżyserzy za całokształt pracy w danym roku, a nie za konkretną pozycję. W edycjach od 1997 do 2018 nominowani byli wykonawcy i reżyserzy. W edycjach 2002, 2013 i 2014 kategoria została pominięta. Od edycji 2019 regulamin precyzuje, że nominowani są tylko reżyserzy.
Kategoria nazywała się:
- najlepszy teledysk w edycji 1994,
- wideoklip roku w edycjach 1995, 2011 i 2012,
- twórca / reżyser teledysku roku w edycji 1996,
- teledysk roku w edycjach od 1997 do 2001 i od 2015,
- videoclip roku w edycjach od 2003 do 2010.

Najwięcej nominacji w kategorii (po 7) otrzymały Anna Maliszewska i Monika Brodka. Najwięcej nagród (4) zdobyła Monika Brodka. Po 2 nagrody wygrali Ania Dąbrowska, Anna Maliszewska, Bolesław Pawica, Dawid Podsiadło, Myslovitz, Przemek Dzienis i Sebastian Pańczyk. Łącznie najwięcej nominacji (10) otrzymały teledyski wykonywane przez Dawida Podsiadłę, zaś najwięcej nagród (3) wykonywane przez Brodkę i Dawida Podsiadłę. Za samą reżyserię najwięcej nominacji otrzymała Anna Maliszewska (7), zaś najwięcej nagród (3) Monika Brodka.

## Laureaci i nominowani
| Rok  | Nagrodzony teledysk      | Nagrodzeni artyści | Wykonawca                                                                  | Pozostałe nominacje | Źr.    |
| ---- | ------------------------ | --- | -------------------------------------------------------------------------- | --- | ------ |
| 1994 | „Zanim zrozumiesz”       | Varius Manx | Varius Manx                                                                | - „Artyści” – Kazik na Żywo - „Cichosza” – Grzegorz Turnau - „Jestem kobietą” – Edyta Górniak - „Sen” – Edyta Bartosiewicz | [ 3 ]  |

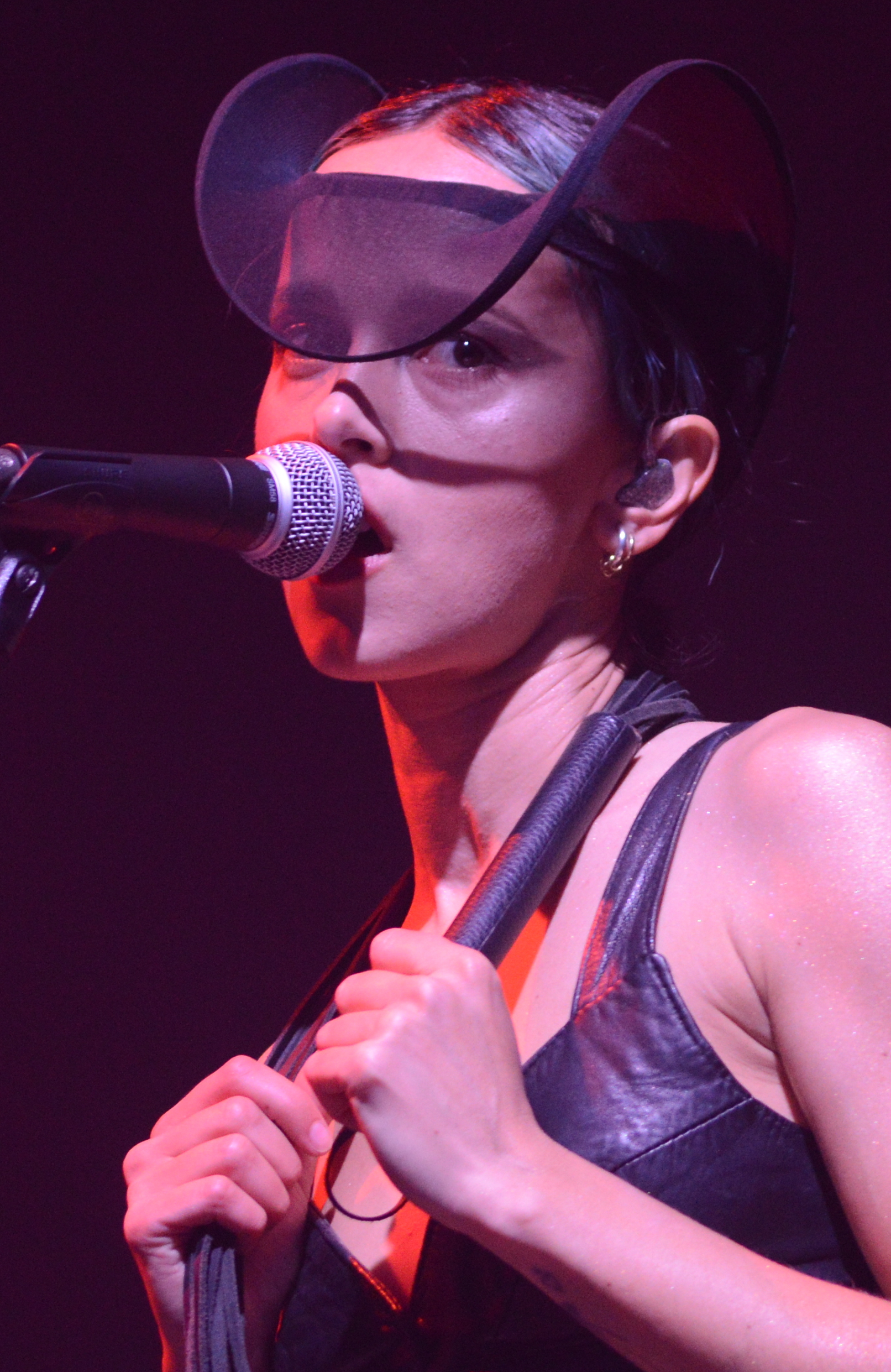
Monika Brodka, rekordowa czterokrotna laureatka (jako wykonawczyni w 2012, jako reżyserka w 2021, 2022 i 2023), siedmiokrotnie nominowana (jako wykonawczyni i reżyserka). Jest także wykonawcą z rekordową liczbą trzech nagrodzonych teledysków, z sześcioma nominowanymi, a także rekordowo trzykrotnie nagrodzoną reżyserką

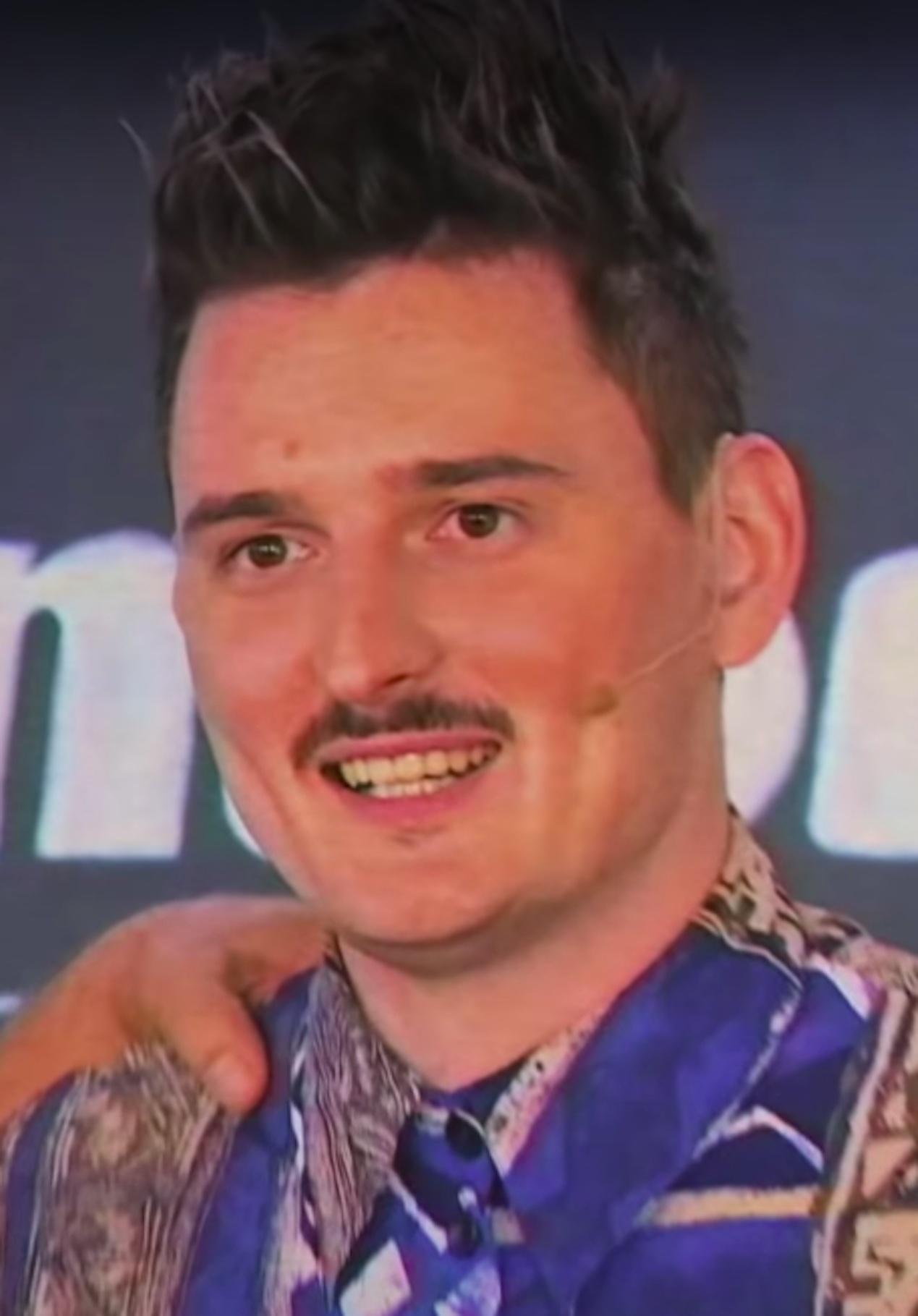
Dawid Podsiadło, dwukrotny laureat (w 2016 i 2017), trzykrotnie nominowany. Jest także wykonawcą z rekordową liczbą trzech nagrodzonych teledysków, z rekordowymi dziesięcioma nominowanymi

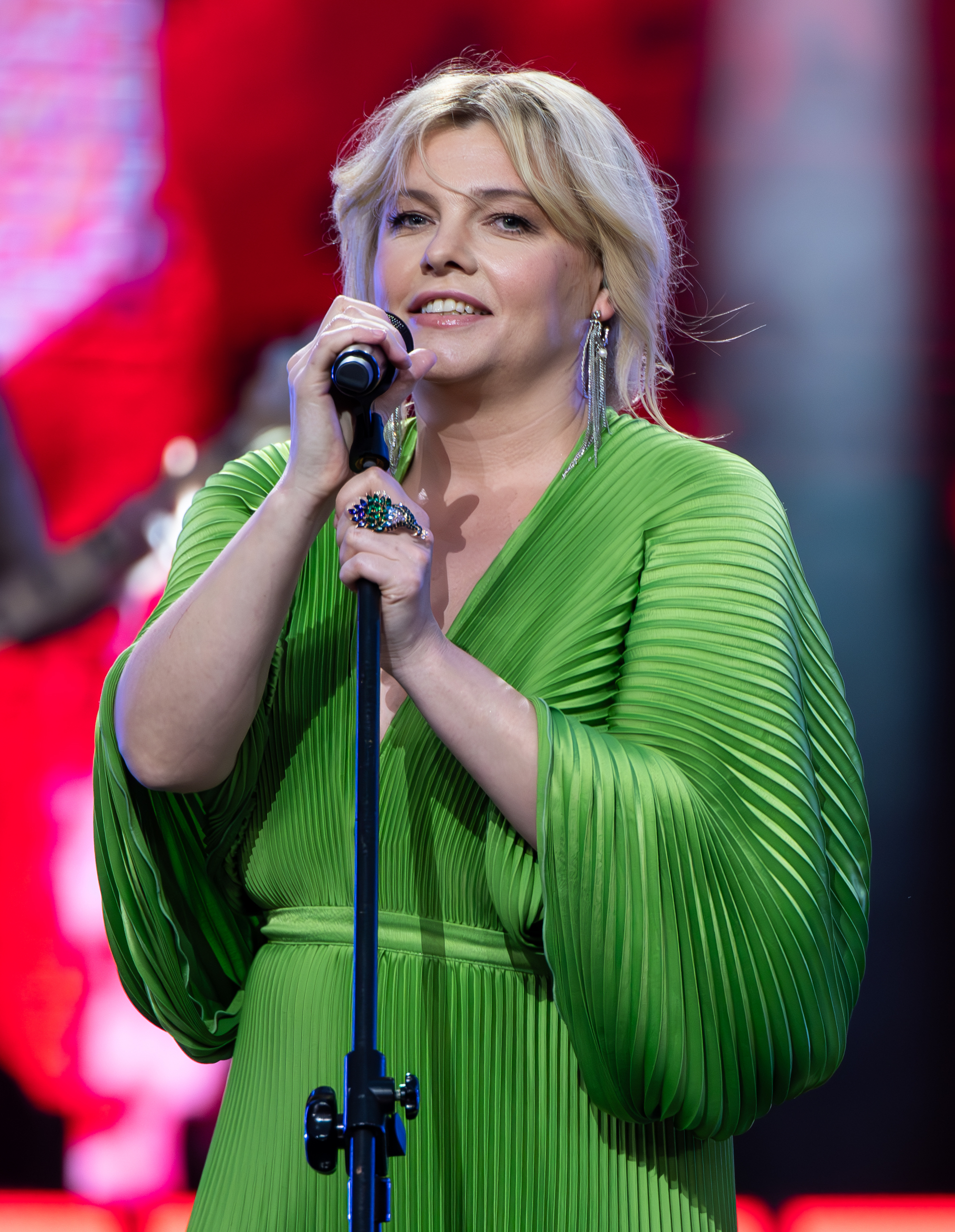
Ania Dąbrowska, dwukrotna laureatka (w 2006 i 2011), czterokrotnie nominowana (jako wykonawczyni i reżyserka)

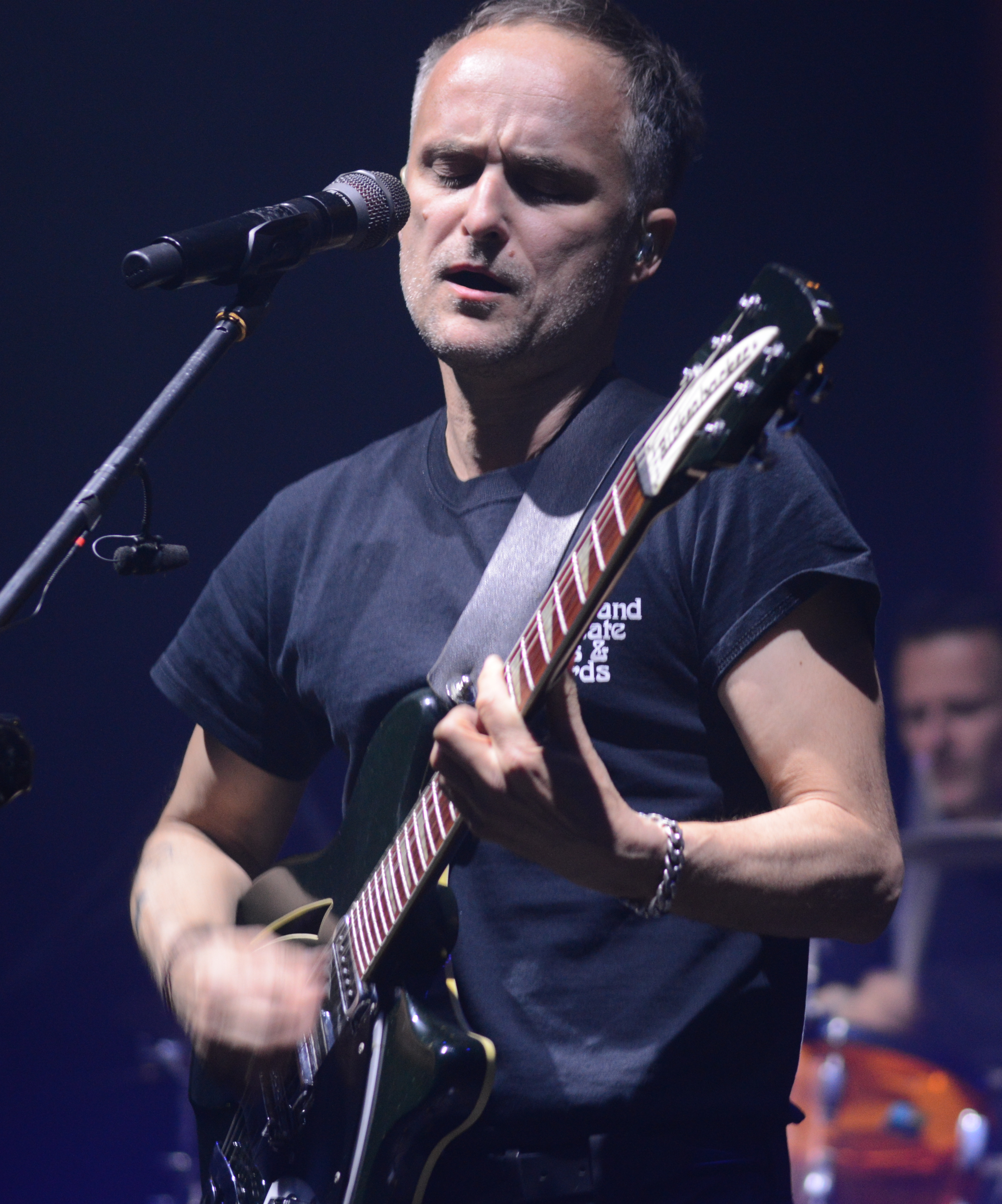
Artur Rojek, dwukrotny laureat (z Myslovitz w 1998 i 2000), wykonawca sześciu nominowanych teledysków (solowych i z Myslovitz)

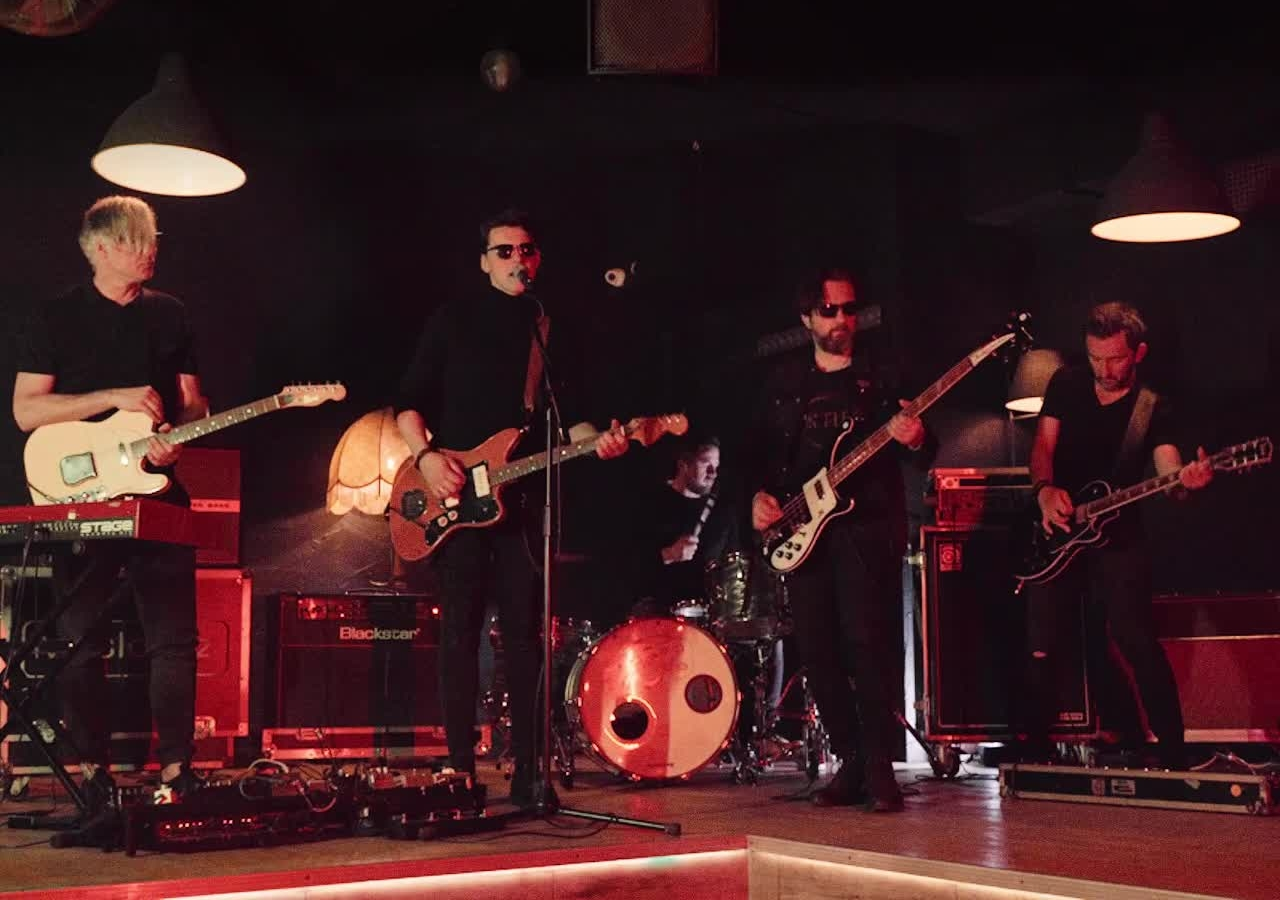
Myslovitz, dwukrotni laureaci (w 1998 i 2000), czterokrotnie nominowani

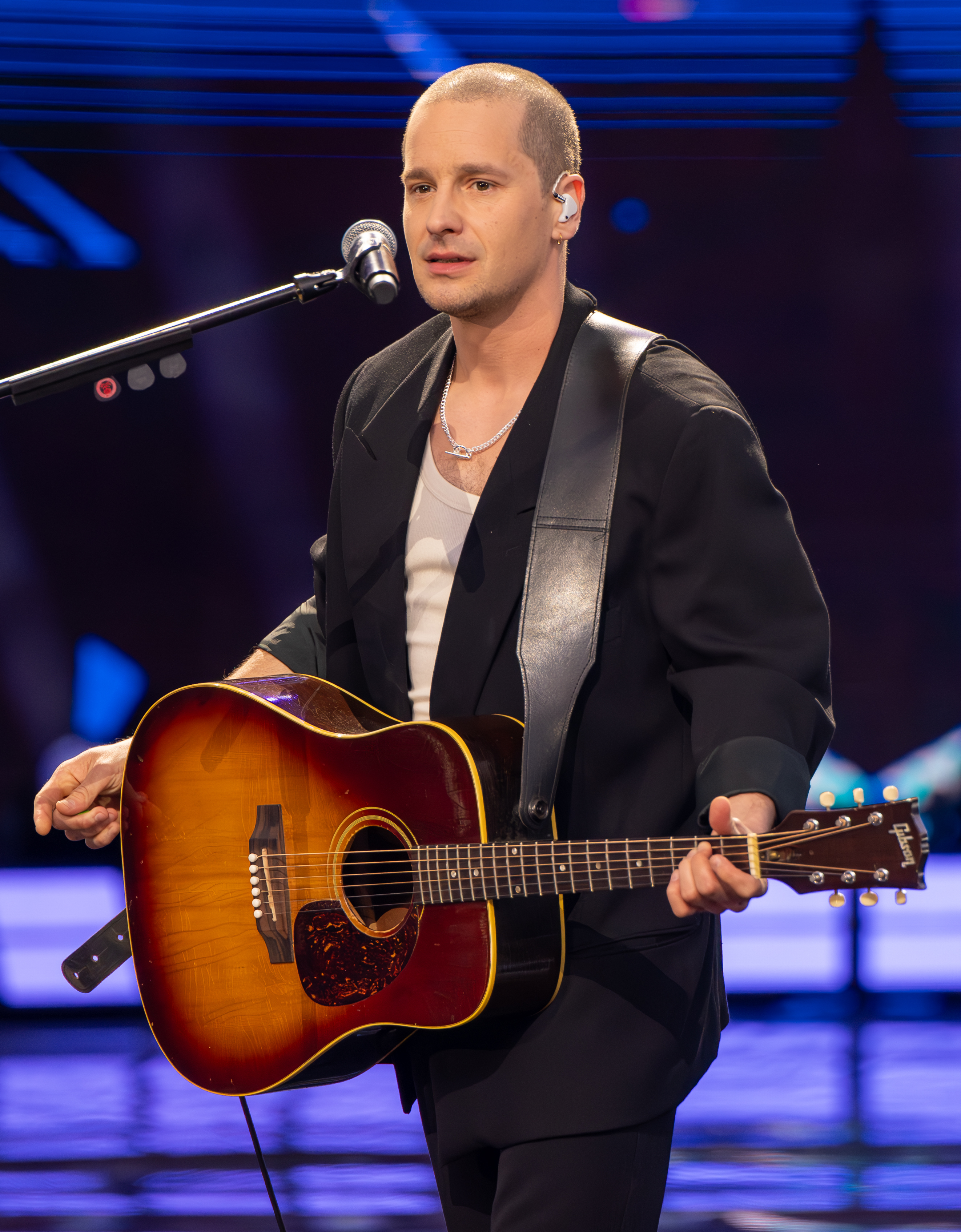
Krzysztof Zalewski, wykonawca dwóch nagrodzonych i pięciu nominowanych teledysków

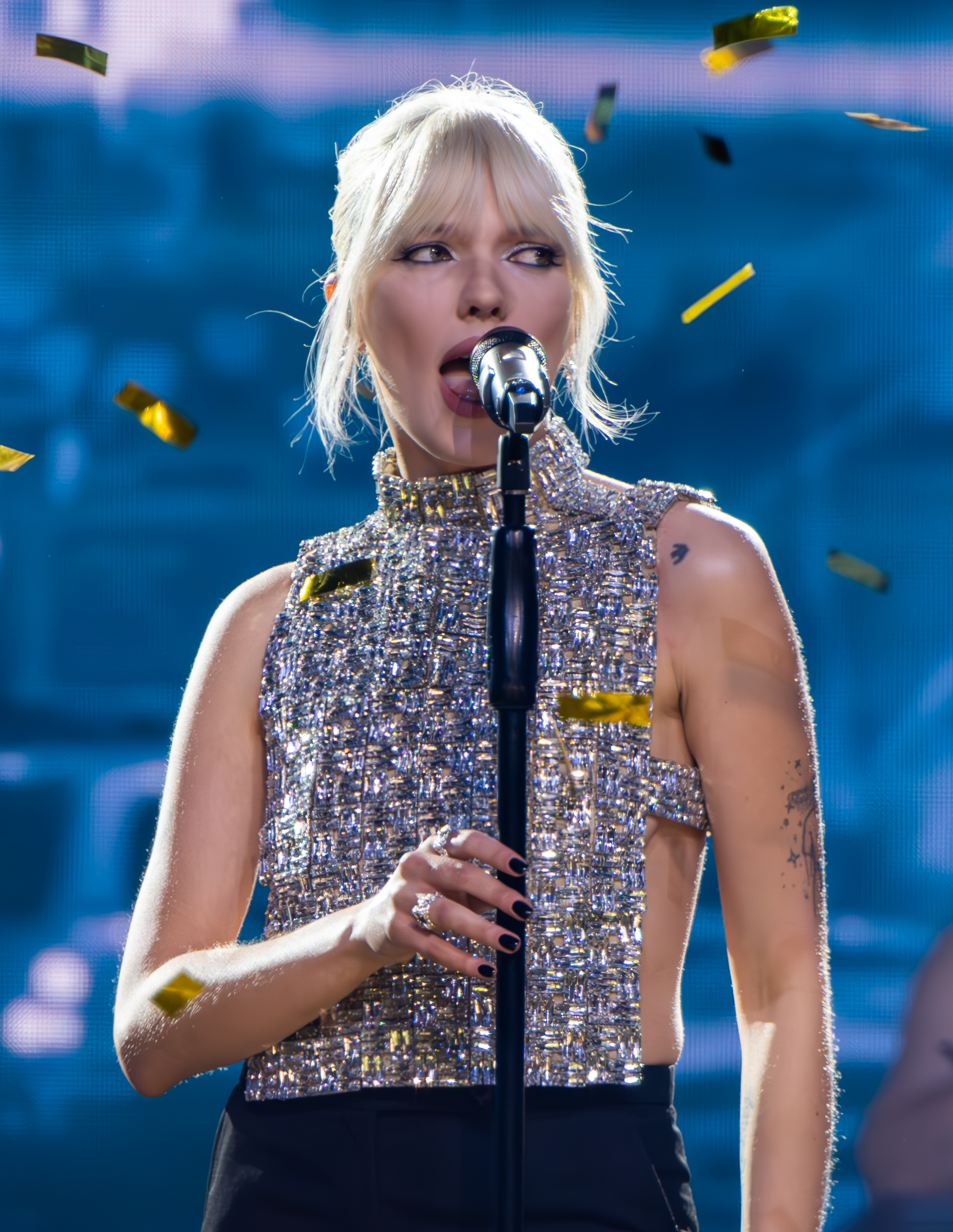
Daria Zawiałow, wykonawczyni siedmiu nominowanych teledysków

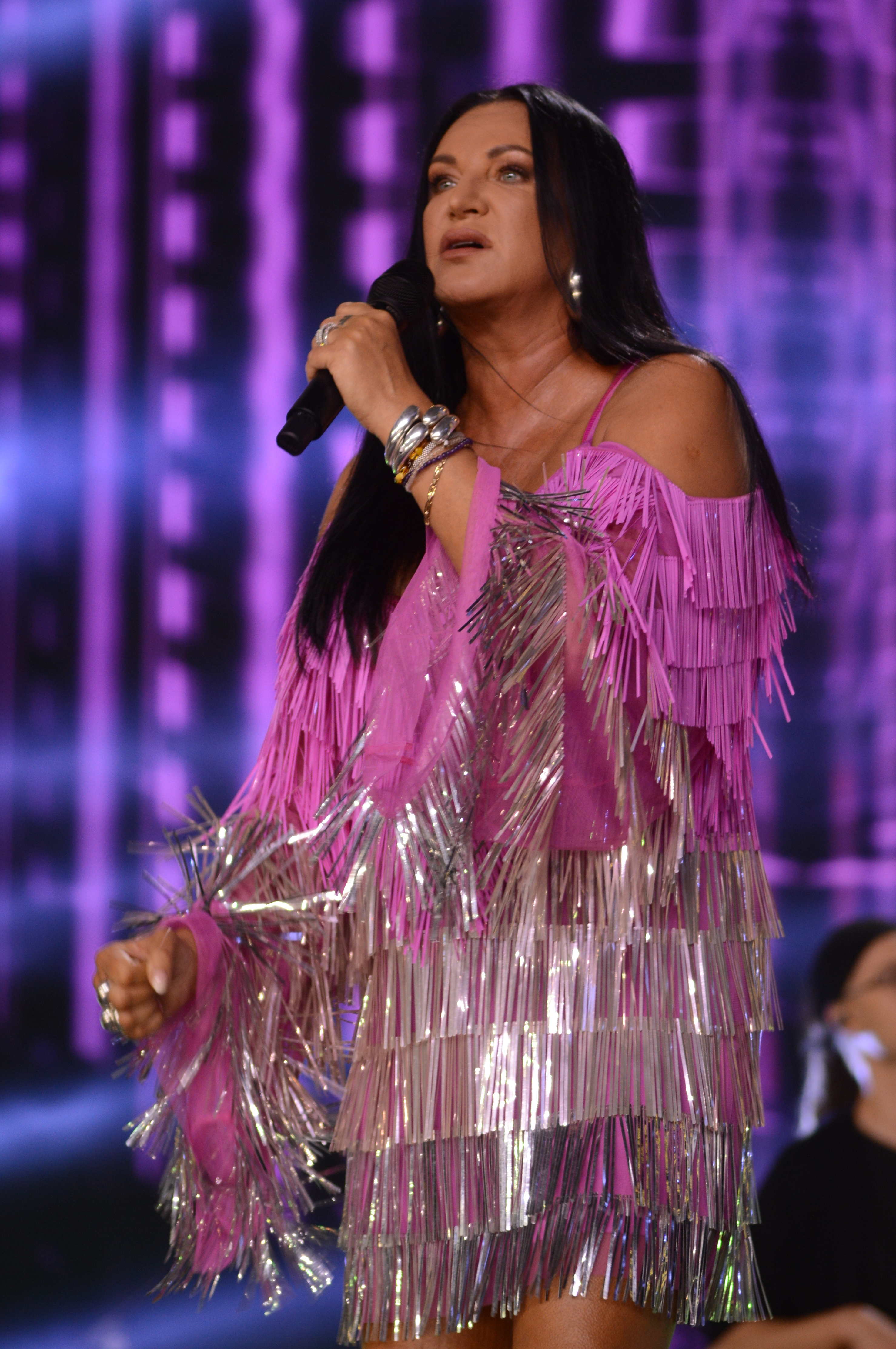
Kayah, laureatka w 1999, wykonawczyni sześciu nominowanych teledysków

| 1995 | „Dotyk”                  | Edyta Górniak | Edyta Górniak                                                              | - „Dziewczyna Szamana” – Justyna Steczkowska - „Jestem kobietą” – Edyta Górniak - „Szał” – Edyta Bartosiewicz - „Zegar” – Edyta Bartosiewicz | [ 4 ]  |
| 1996 | —                        | Bolesław Pawica | —                                                                          | - Grzegorz Sadurski - Jan Jakub Kolski - Janusz Kołodrubiec - Mariusz Grzegorzek | [ 5 ]  |
| 1997 | „Chłopaki nie płaczą”    | T.Love (wykonawcy) Łukasz Zadrzyński (reżyser)                                                                         | T.Love                                                                     | - „12 groszy” – Kazik - reżyseria: Sławomir Pietrzak - „Na językach” – Kayah - reżyseria: Janusz Kołodrubiec - „Scenariusz dla moich sąsiadów” – Myslovitz - reżyseria: Krzysztof Pawłowski - „Supermenka” – Kayah - reżyseria: Janusz Kołodrubiec | [ 6 ]  |
| 1998 | „To nie był film”        | Myslovitz (wykonawcy) Wojciech Smarzowski (reżyser)                                                                    | Myslovitz                                                                  | - „Jesienna deprecha” – Kury - reżyseria: Łukasz Jankowski - „Mamona” – Republika - reżyseria: Ryszard Czernow - „O, Hela” – Piersi - reżyseria: Robert Turło - „Zakręcona” – Reni Jusis - reżyseria: Tomasz Nalewajek | [ 7 ]  |
| 1999 | „Prawy do lewego”        | Kayah (wykonawca) Goran Bregović (wykonawca) Filip Kovčin (reżyser) Bolesław Pawica (reżyser) Jarosław Szoda (reżyser) | Kayah i Goran Bregović                                                     | - „Długość dźwięku samotności” – Myslovitz - reżyseria: Wojciech Biedroń - „Przystojny jestem” – Cezary Pazura - reżyseria: Mariusz Palej - „W głowie woda” – Reni Jusis - reżyseria: Tomasz Nalewajek - „Wspomnienie” – Michał Żebrowski i Anna Maria Jopek - reżyseria: Adek Drabiński | [ 8 ]  |
| 2000 | „Dla ciebie”             | Myslovitz (wykonawcy) Krzysztof Pawłowski (reżyser)                                                                    | Myslovitz                                                                  | - „Bal wszystkich świętych” – Budka Suflera - reżyseria: Maciej Dejczer - „JakaJaKayah” – Kayah - reżyseria: Marcin Ziębiński - „Kumple Janosika” – Big Cyc - reżyseria: Yach Paszkiewicz i Magda Paszkiewicz - „Słodycze” – Golec uOrkiestra - reżyseria: Ryszard Czernow | [ 9 ]  |
| 2001 | „Niekochana”             | O.N.A. (wykonawcy) Joanna Rechnio (reżyserka)                                                                          | O.N.A.                                                                     | - „Embarcação” – Kayah i Cesária Évora - reżyseria: Filip Kovčin, Jarosław Szoda i Bolesław Pawica - „Hello – czy ty czujesz to?” – Liroy - reżyseria: Bo Martin - „Jazda” – T.Love - reżyseria: Krzysztof Pawłowski - „Malcziki” – Yugoton - reżyseria: Filip Kovčin - „Mój przyjacielu” – Krzysztof Krawczyk i Goran Bregović - reżyseria: Filip Kovčin                                         | [ 10 ] |
| 2003 | „Wolność słowa”          | Püdelsi (wykonawcy) Paweł Bogosz (reżyser)                                                                             | Püdelsi                                                                    | - „Bones of Love” – Anita Lipnicka i John Porter - reżyseria: Bolesław Pawica i Jarosław Szoda - „Kiedyś cię znajdę” – Reni Jusis - reżyseria: Monika Chojnacka - „Testosteron” – Kayah - reżyseria: Bolesław Pawica i Jarosław Szoda - „Trudno nie wierzyć w nic” – Raz, Dwa, Trzy - reżyseria: Anna Maliszewska                                                                                 | [ 11 ] |
| 2004 | „Sutra”                  | Sistars (wykonawcy) Anna Maliszewska                                                                                   | Sistars                                                                    | - „Freedom” – Sistars - reżyseria: Joanna Rechnio - „It’s Not Enough” – Reni Jusis - reżyseria: Anna Maliszewska - „Rapowe ziarno 2 (Szyderap)” – AbradAb - reżyseria: Kobas Laksa - „Tego chciałam” – Ania - reżyseria: Bo Martin | [ 12 ] |
| 2005 | „Rower”                  | Lech Janerka (wykonawca) Rafał Garcarek (reżyser)                                                                      | Lech Janerka                                                               | - „Inspirations” – Sistars - reżyseria: Kuba Łubniewski, Kamil Płocki - „Kiebyś ty” – Zakopower - reżyseria: Anna Maliszewska - „Mimo wszystko” – Hey - reżyseria: Anna Maliszewska - „My Music” – Sistars - reżyseria: Jan Komasa | [ 13 ] |
| 2006 | „Trudno mi się przyznać” | Ania (wykonawca) Kama Czudowska (reżyserka) Miguel Nieto (reżyser)                                                     | Ania                                                                       | - „CYE” – Smolik - reżyseria: Krzysztof Ostrowski - „Can’t Cook (Who Cares?)” – The Car Is on Fire - reżyseria: Grzegorz Nowiński - „Moherowe berety” – Big Cyc - reżyseria: Sabin Kluszczyński - „Nie mam czasu na seks” – Maria Peszek - reżyseria: Tomasz Nalewajek | [ 14 ] |
| 2008 | „Era retuszera”          | Nosowska (wykonawca) Anna Maliszewska (reżyserka)                                                                      | Nosowska                                                                   | - „Jesteśmy na wczasach” – Raz, Dwa, Trzy - reżyseria: Damian Styrna - „Jeżozwierz” – Lipali - reżyseria: Radosław Górka - „Koledzy” – Maciej Maleńczuk i Wojciech Waglewski - reżyseria: Yach Paszkiewicz - „Sexi Flexi” – Natalia Kukulska - reżyseria: Joanna Rechnio | [ 15 ] |
| 2009 | „W aucie”                | Sokół (wykonawca) Pono (wykonawca) Kuba Łubniewski (reżyser)                                                           | Sokół, gościnnie: Pono                                                     | - „Maszynka do świerkania” – Czesław Śpiewa - reżyseria: Mads Nygaard Hemmingsen - „Nigdy więcej nie tańcz ze mną” – Ania Dąbrowska - reżyseria: Ania Dąbrowska - „Rosół” – Maria Peszek - reżyseria: Roy - „Zero osiem wojna” – Coma - reżyseria: Maciej Sterło-Orlicki | [ 16 ] |
| 2010 | „Pies 1”                 | BiFF (wykonawcy) Grzegorz Nowiński (reżyser)                                                                           | BiFF                                                                       | - „Barykady” – Lipali - reżyseria: Dariusz Szermanowicz - „Kto tam? Kto jest w środku?” – Hey - reżyseria: Michał Braum - „Nie mogę cię zapomnieć” – Agnieszka Chylińska - reżyseria: Jacek Kościuszko - „Ov Fire and the Void” – Behemoth - reżyseria: Dariusz Szermanowicz i Paweł Krawczyk | [ 17 ] |
| 2011 | „Bang Bang”              | Ania Dąbrowska (wykonawca) 2DajRektors (reżyserzy): - Mateusz Rakowicz - Tymon Wyciszkiewicz                           | Ania Dąbrowska                                                             | - „Alas, Lord Is Upon Me” – Behemoth - reżyseria: Dariusz Szermanowicz - „Love Shack” – Acid Drinkers - reżyseria: Przemysław Chojnacki - „Rock’n’rollin Love” – Afromental - reżyseria: Mitja Okorn - „W pięciu smakach” – Brodka - reżyseria: Katarzyna Kijek i Przemysław Adamski | [ 18 ] |
| 2012 | „Krzyżówka dnia”         | Brodka (wykonawca) Krzysztof Skonieczny (reżyser)                                                                      | Brodka                                                                     | - „Hit the Road Jack” – Acid Drinkers - reżyseria: Przemysław Chojnacki - „Lucifer” – Behemoth - reżyseria: Dariusz Szermanowicz i Łukasz Tunikowski - „Matrioszka” – Julia Marcell - reżyseria: Julia Marcell - „Ślepa miłość” – Ania Rusowicz - reżyseria: Jan P. Matuszyński | [ 19 ] |
| 2015 | „Fastrygi”               | Mela Koteluk (wykonawca) Tomasz Gliński (reżyser)                                                                      | Mela Koteluk                                                               | - „Beksa” – Artur Rojek - reżyseria: Michał Braum - „No” – Dawid Podsiadło - reżyseria: Anna Maliszewska - „Pył” – Fisz Emade Tworzywo - reżyseria: Marek Skrzecz - „Syreny” – Artur Rojek - reżyseria: Tomasz Gliński | [ 20 ] |
| 2016 | „W dobrą stronę”         | Dawid Podsiadło (wykonawca) Piotr Onopa (reżyser)                                                                      | Dawid Podsiadło                                                            | - „Katarakta” – Daniel Bloom, gościnnie: Mela Koteluk - reżyseria: Klaudiusz Chrostowski - „Nazywali go Marynarz – szanta narciarska” – Artur Andrus - reżyseria: Mateusz Winkiel - „Run” – Smolik i Kev Fox - reżyseria: Marcel Sawicki - „Zostań” – Kortez - reżyseria: Agata Trafalska | [ 21 ] |
| 2017 | „Pastempomat”            | Dawid Podsiadło (wykonawca) Sebastian Pańczyk (reżyser)                                                                | Dawid Podsiadło                                                            | - „Błysk” – Hey - reżyseria: Dariusz Rzontkowski - „Miłość miłość” – Krzysztof Zalewski - reżyseria: Piotr Onopa - „Mississippi w ogniu” – Ørganek - reżyseria: Marta Kacprzak - „Up in the Hill” – Brodka - reżyseria: Brodka | [ 22 ] |
| 2018 | „Abduł Bey”              | Jazz Band Młynarski-Masecki (wykonawcy) Kobas Laksa (reżyser)                                                          | Jazz Band Młynarski-Masecki                                                | - „Duch” – Mrozu - reżyseria: Zuzanna Plisz - „Na skróty” – Daria Zawiałow - reżyseria: Dominika Podczaska - „Pismo” – Dr Misio - reżyseria: Wojciech Smarzowski - „Polsko” – Krzysztof Zalewski - reżyseria: Przemek Dzienis | [ 23 ] |
| 2019 | „Początek”               | Tadeusz Śliwa | Męskie Granie Orkiestra 2018 (Kortez, Dawid Podsiadło i Krzysztof Zalewski | - „Łuny” (Natalia Nykiel) - reżyseria: Łukasz Zabłocki - „Małomiasteczkowy” (Dawid Podsiadło) - reżyseria: Tomasz Bagiński - „Nagasaki” (Nosowska) - reżyseria: Jacek Kościuszko - „Powiedz mi to w twarz” (Zuza Jabłońska, gościnnie: Jan-Rapowanie i Siles) - reżyseria: Dawid Ziemba | [ 24 ] |
| 2020 | „Nag Champa”             | Sebastian Pańczyk | Syny                                                                       | - „Przerwa techniczna” (Ero) - reżyseria: Bartosz Łukasiuk - „Superhero” (Viki Gabor) - reżyseria: Pascal Pawliszewski - „Szarówka” (Daria Zawiałow) - reżyseria: Dorota Piskor - „Trofea” (Dawid Podsiadło) - reżyseria: Daniel Jaroszek | [ 25 ] |
| 2021 | „Annuszka”               | Monika Brodka Przemek Dzienis                                                                                          | Krzysztof Zalewski                                                         | - „Getaway” (Viki Gabor) - reżyseria: Dawid Krępski - „Reksiu” (Margaret, gościnnie: Otsochodzi) - reżyseria: Maciej Adamczak - „Szampan” (sanah) - reżyseria: Michał Pańszczyk - „Volcano” (Natalia Nykiel) - reżyseria: Tadeusz Śliwa | [ 26 ] |
| 2022 | „Game Change”            | Monika Brodka Przemek Dzienis                                                                                          | Brodka                                                                     | - „I Ciebie też, bardzo” (Męskie Granie Orkiestra 2021: Daria Zawiałow, Dawid Podsiadło i Vito Bambino) - reżyseria: MYK Collective - „kolońska i szlugi” (sanah) - reżyseria: sanah i Michał Pańszczyk - „Potrzeba skał” (Rosalie., gościnnie: Król) - reżyseria: Dawid Misiorny i Tymon Nogalski (HART warsaw) - „Za krótki sen” (Daria Zawiałow i Dawid Podsiadło) - reżyseria: MYK Collective | [ 27 ] |
| 2023 | „Sadza”                  | Monika Brodka | Brodka                                                                     | - „Laura” (Daria Zawiałow i Sokół) - reżyseria: Nastazja Gonera - „Nic dwa razy (W. Szymborska)” (sanah) - reżyseria: Michał Pańszczyk - „Piękni ludzie” (Sobel) - reżyseria: Michał Radziejewski - „To co masz Ty!” (Dawid Podsiadło) - reżyseria: Filip Załuska | [ 28 ] |
| 2024 | „Bym poszedł”            | Krzysztof Kiziewicz | Łona, Konieczny i Krupa                                                    | - „Fifi Hollywood” (Daria Zawiałow) - reżyseria: Nikodem Marek - „mori” (Dawid Podsiadło) - reżyseria: Tadeusz Śliwa - „Po trupach do Ciebie” (Kasia Lins) - reżyseria: Maciej Aleksander Bierut, Kasia Lins i Karol Łakomiec - „Supermoce” (Męskie Granie Orkiestra 2023: Igo, Mrozu i Vito Bambino) - reżyseria: Krzysztof Grajper                                                              | [ 29 ] |
| 2025 | „Futurama 3 (fanserwis)” | Andrzej Dragan | Quebonafide                                                                | - „Ballada o niej” (Daria Zawiałow) - reżyseria: Daria Zawiałow i Mateusz Dziekoński - „Spotkanie z Warszawą” (Brodka) - reżyseria: Monika Brodka - „Woda księżycowa” (Kubi Producent, bambi, Fukaj i stickxr) - reżyseria: Darya Zahorskaya - „Zgłowy” (Zalewski) - reżyseria: Michał Sierakowski                                                                                                | [ 30 ] |

## Statystyki laureatów i nominowanych
| Liczba | Osoba/zespół      | Lata                   |
| ------ | ----------------- | ---------------------- |
| 4      | Monika Brodka     | 2012, 2021, 2022, 2023 |
| 2      | Ania Dąbrowska    | 2006, 2011             |
| 2      | Anna Maliszewska  | 2004, 2008             |
| 2      | Bolesław Pawica   | 1996, 1999             |
| 2      | Dawid Podsiadło   | 2016, 2017             |
| 2      | Myslovitz         | 1998, 2000             |
| 2      | Przemek Dzienis   | 2021, 2022             |
| 2      | Sebastian Pańczyk | 2017, 2020             |

| Liczba | Osoba/zespół         | Lata                                     |
| ------ | -------------------- | ---------------------------------------- |
| 7      | Anna Maliszewska     | 2003, 2004 (×2), 2005 (×2), 2008, 2015   |
| 7      | Monika Brodka        | 2011, 2012, 2017, 2021, 2022, 2023, 2025 |
| 6      | Artur Rojek          | 1997, 1998, 1999, 2000, 2015 (×2)        |
| 6      | Kayah                | 1997 (×2), 1999, 2000, 2001, 2003        |
| 5      | Bolesław Pawica      | 1996, 1999, 2001, 2003 (×2)              |
| 4      | Ania Dąbrowska       | 2004, 2006, 2009, 2011                   |
| 4      | Dariusz Szermanowicz | 2010 (×2), 2011, 2012                    |
| 4      | Filip Kovčin         | 1999, 2001 (×3)                          |
| 4      | Jarosław Szoda       | 1999, 2001, 2003 (×2)                    |
| 4      | Katarzyna Nosowska   | 2005, 2008, 2010, 2017                   |
| 4      | Myslovitz            | 1997, 1998, 1999, 2000                   |
| 4      | Paweł Krawczyk       | 2005, 2010 (×2), 2017                    |
| 4      | Reni Jusis           | 1998, 1999, 2003, 2004                   |
| 4      | Sistars              | 2004 (×2), 2005 (×2)                     |

## Statystyki wykonawców
| Liczba | Osoba/zespół       | Lata             |
| ------ | ------------------ | ---------------- |
| 3      | Brodka             | 2012, 2022, 2023 |
| 3      | Dawid Podsiadło    | 2016, 2017, 2019 |
| 2      | Ania Dąbrowska     | 2006, 2011       |
| 2      | Krzysztof Zalewski | 2019, 2021       |
| 2      | Myslovitz          | 1998, 2000       |

| Liczba | Osoba/zespół       | Lata                                                     |
| ------ | ------------------ | -------------------------------------------------------- |
| 10     | Dawid Podsiadło    | 2015, 2016, 2017, 2019 (×2), 2020, 2022 (×2), 2023, 2024 |
| 7      | Daria Zawiałow     | 2018, 2020, 2022 (×2), 2023, 2024, 2025                  |
| 6      | Artur Rojek        | 1997, 1998, 1999, 2000, 2015 (×2)                        |
| 6      | Brodka             | 2011, 2012, 2017, 2022, 2023, 2025                       |
| 6      | Kayah              | 1997 (×2), 1999, 2000, 2001, 2003                        |
| 5      | Katarzyna Nosowska | 2005, 2008, 2010, 2017, 2019                             |
| 5      | Krzysztof Zalewski | 2017, 2018, 2019, 2021, 2025                             |
| 4      | Ania Dąbrowska     | 2004, 2006, 2009, 2011                                   |
| 4      | Myslovitz          | 1997, 1998, 1999, 2000                                   |
| 4      | Reni Jusis         | 1998, 1999, 2003, 2004                                   |
| 4      | Sistars            | 2004 (×2), 2005 (×2)                                     |

## Statystyki reżyserów
| Liczba | Osoba/zespół      | Lata             |
| ------ | ----------------- | ---------------- |
| 3      | Monika Brodka     | 2021, 2022, 2023 |
| 2      | Anna Maliszewska  | 2004, 2008       |
| 2      | Bolesław Pawica   | 1996, 1999       |
| 2      | Przemek Dzienis   | 2021, 2022       |
| 2      | Sebastian Pańczyk | 2017, 2020       |

| Liczba | Osoba/zespół         | Lata                                   |
| ------ | -------------------- | -------------------------------------- |
| 7      | Anna Maliszewska     | 2003, 2004 (×2), 2005 (×2), 2008, 2015 |
| 5      | Bolesław Pawica      | 1996, 1999, 2001, 2003 (×2)            |
| 5      | Monika Brodka        | 2017, 2021, 2022, 2023, 2025           |
| 4      | Dariusz Szermanowicz | 2010 (×2), 2011, 2012                  |
| 4      | Filip Kovčin         | 1999, 2001 (×3)                        |
| 4      | Jarosław Szoda       | 1999, 2001, 2003 (×2)                  |
| 3      | Janusz Kołodrubiec   | 1996, 1997 (×2)                        |
| 3      | Joanna Rechnio       | 2001, 2004, 2008                       |
| 3      | Krzysztof Pawłowski  | 1997, 2000, 2001                       |
| 3      | Michał Pańszczyk     | 2021, 2022, 2023                       |
| 3      | Tadeusz Śliwa        | 2019, 2021, 2024                       |
| 3      | Tomasz Nalewajek     | 1998, 1999, 2006                       |